# Mansan
Mansan é uma comuna francesa na região administrativa de Occitânia, no departamento dos Altos Pirenéus. Estende-se por uma área de 2,08 km². Em 2010 a comuna tinha 47 habitantes (densidade: 22,6 hab./km²).